# شهرستان جبرئیل

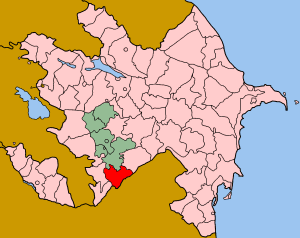
شهرستان جبرئیل

شهرستان جبرئیل (به لاتین: Cəbrayıl) نام بخشی در جنوب جمهوری آذربایجان و در کرانه شمالی رود ارس است که با ایران نیز هم‌مرز است.